# The Little Widow (film 1911)
The Little Widow è un cortometraggio muto del 1911 sceneggiato e diretto da Francis Boggs.

## Produzione
Il film fu prodotto dalla Selig Polyscope Company.

## Distribuzione
Distribuito dalla General Film Company, il film - un cortometraggio di una bobina - uscì nelle sale cinematografiche statunitensi il 22 dicembre 1911.